# Ceramika Qingbai

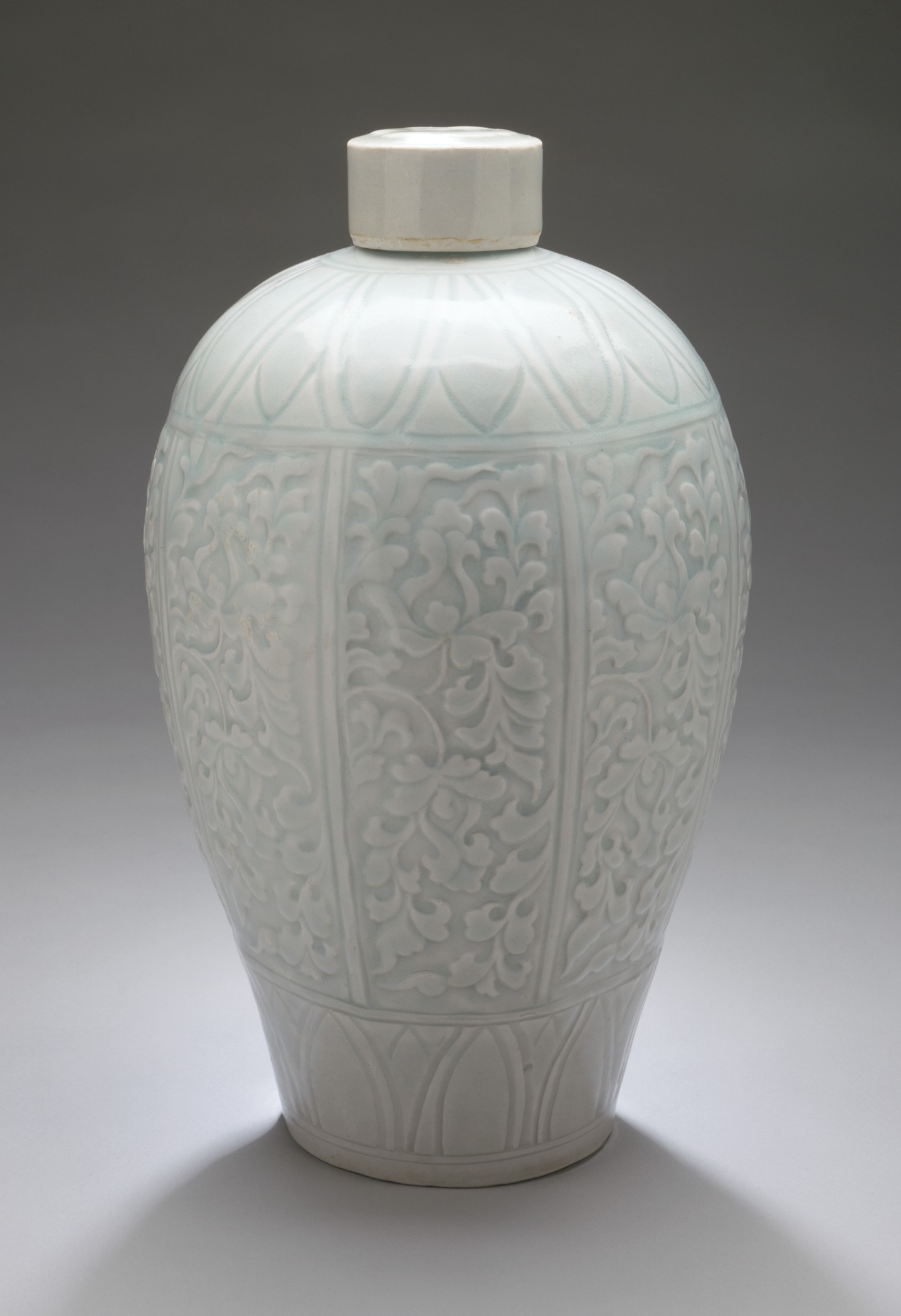
Waza meiping. Jingdezhen, Południowa dynastia Song (1127–1279). Los Angeles County Museum of Art

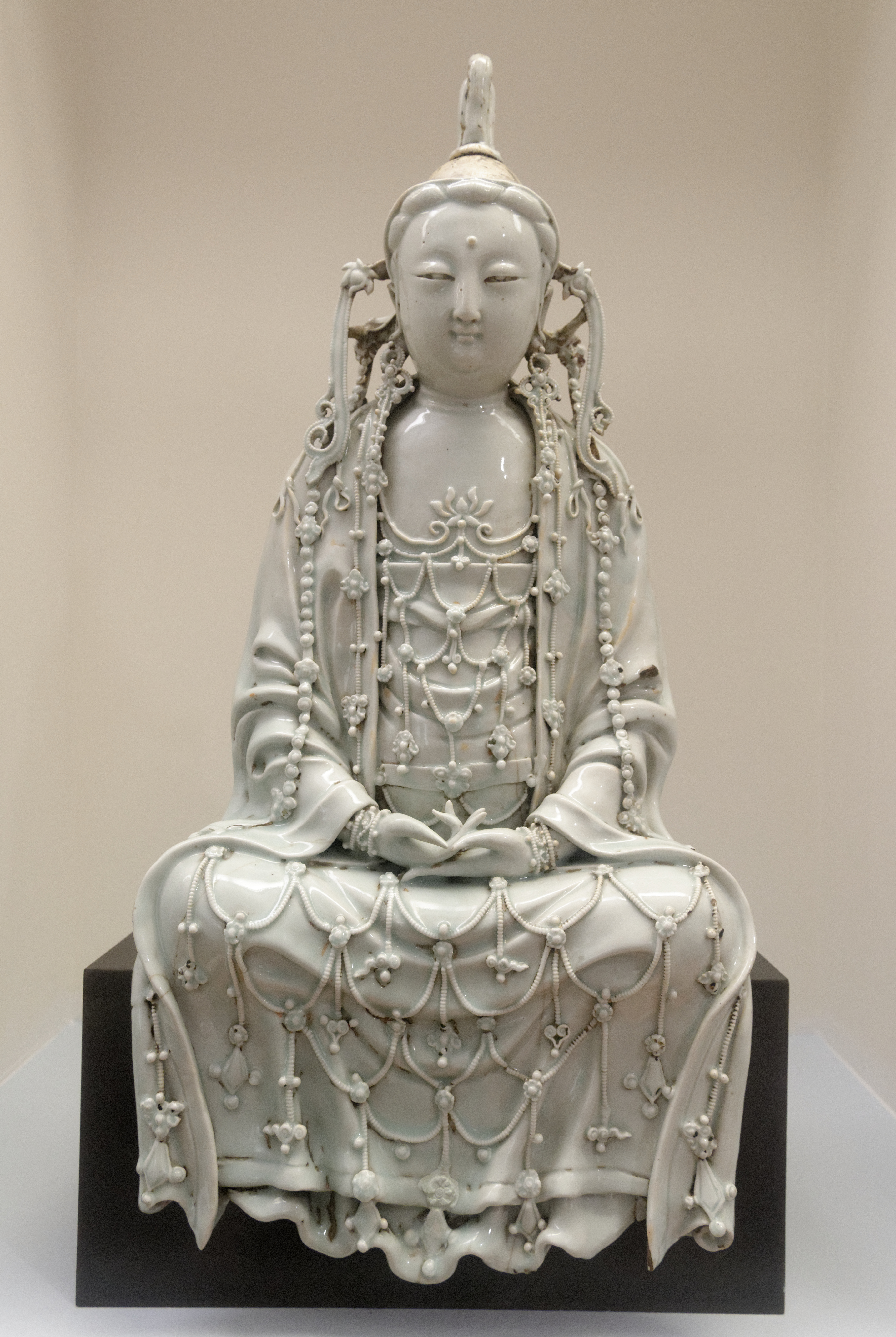
Figura Guanyin. Jingdezhen, Dynastia Yuan (1279–1368). Musée Guimet

Ceramika Qingbai (również Yingqing chiń. upr. 影青; pinyin Yǐngqīng) – odmiana chińskiej porcelany o lekko niebieskawej glazurze wytwarzana w epoce Song (960–1279) i Yuan (1279–1368).
Qingbai oznacza dosłownie „niebiesko-biała” i odnosi się do charakterystycznego lekko niebieskiego koloru szkliwa (w późniejszym okresie terminu qingbai używano czasami na oznaczenie niebiesko-białej porcelany). Qingbai nazywano też Yingqing, dosłownie „cień niebieskiego”. Ten bladoniebieski odcień uzyskiwano dzięki niewielkiej zawartości tlenku żelaza(II) i niemal zupełnemu brakowi tlenku tytanu(IV), odpowiedzialnego za oliwkowe tony północnych celadonów. Ciało wczesnej ceramiki Qingbai, pochodzącej z X i XI stulecia, było wykonywane z samego kamienia baidunzi. Później dodano do niego kaolin, co sprawiło, iż stało się twardsze i bardziej plastyczne. Na kształty ceramiki Qingbai wpłynęła ceramika Ding z prowincji Hebei. Podobnie jak ta ostatnia, Qingbai była wypalana do góry nogami, o czym świadczą zeszkliwione podstawy naczyń, podczas gdy brak szkliwa na ich górnych częściach.
Qingbai zaczęto wytwarzać w Jingdezhen na początku okresu Song i szybko stała się ona głównym ceramicznym produktem jego pieców. Jej glazura miała przypominać żad, co pozostawało ideałem dla całej ówczesnej chińskiej porcelany. Z uwagi na brak pełnej kontroli nad procesem redukcji tlenku początkowo szkliwo miało kolor raczej szarawy, beżowy lub jasnożółty, zaś ciało było raczej masywne i mało plastyczne. W środkowym okresie Song osiągnięto jednak doskonałą niebieskawą glazurę, z przebłyskami zieleni, przy czym jednocześnie poprawiono gęstość i przezroczystość ciała, które było tak czyste, że pokazywało odbicia przedmiotów. To w tym czasie zaczęto używać nazwy Yingqing. Delikatne i cienkie ciało charakteryzowało się teraz wielką plastycznością, pozwalając na ogromną różnorodność form wytwarzanych z niego przedmiotów i stosowanie precyzyjnej dekoracji reliefowej. Sukces Qingbai sprawił, że jej produkcja rozprzestrzeniła się na wiele różnych ośrodków w takich prowincjach jak Fujian, Syczuan, Zhejiang, Anhui, Hubei, Junnan i Guangxi, chociaż region Jingdezhen pozostał najważniejszym centrum jej wytwarzania.
Produkcja Qingbai jeszcze zwiększyła się w epoce Yuan, jednak zarówno w zakresie ciała, szkliwa, kształtu jak i dekoracji odeszła ona od tradycji Song. Masa ceramiczna zawierała teraz więcej kaolinu, z dużą ilością tlenku glinu, co skutkowało wyższą tempreraturą wypalania, masywniejszym ciałem i mniejszą ilością wypaczeń. Wyroby z tego okresu są nieco bardziej niebieskie i szkliste, ale mniej czyste i przezroczyste. Nadal stosowano takie techniki dekoracji jak formowanie i druk, ale delikatny i lekki styl epoki Song ustąpił miejsca wzorom cięższym i bogatszym, co wiązało się również z większą gęstością używanej gliny. Pojawiły się przy tym wykonywane dla domowych świątyń figurki, przedstawiające najczęściej bodhisattwę.
Specyficzny dla epoki Yuan był wzrost znaczenia dekoracji malarskiej, co wiąże się z pojawieniem niebiesko-białej porcelany. Początkowo niebieską dekorację stosowano również na ceramice Qingbai, jednak ta „wytwarzana za czasów dynastii Yuan była nieco zbyt niebieska i nieprzezroczysta, co czyniło ją niezdatną do malowanej niebieskiej dekoracji, wydaje się zatem, że «rozbrat» był nieunikniony”. Stopniowo niebiesko-biała porcelana zastąpiła porcelanę Qingbai. Jednocześnie odmiana Qingbai wytwarzana w Dehua w Fujian, która już w czasach dynastii Song była bielsza od swoich pozostałych odpowiedników, pod koniec dynastii Ming stała się całkowicie biała, tak że zaczęła być nazywana „Białą z Chin” (fr Blanc de Chine). Ceramikę Qingbai masowo eksportowano, przede wszystkim do krajów Azji Południowo–Wschodniej.
Z porcelany qingbai wykonana jest tzw. waza Gaignières-Fonthill, najstarszy udokumentowany zabytek porcelany chińskiej w Europie.

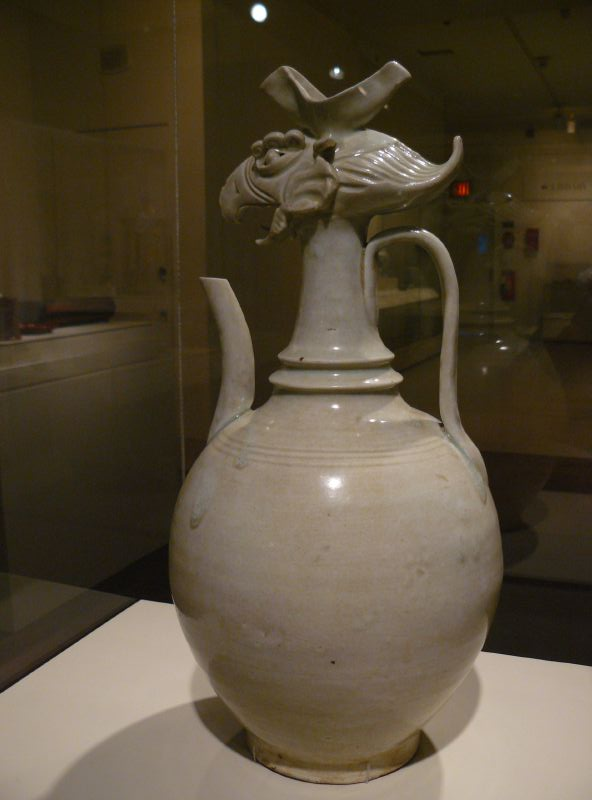
Dzban z głową feniksa. Prawdopodobnie Jingdezhen, X wiek. Brooklyn Museum
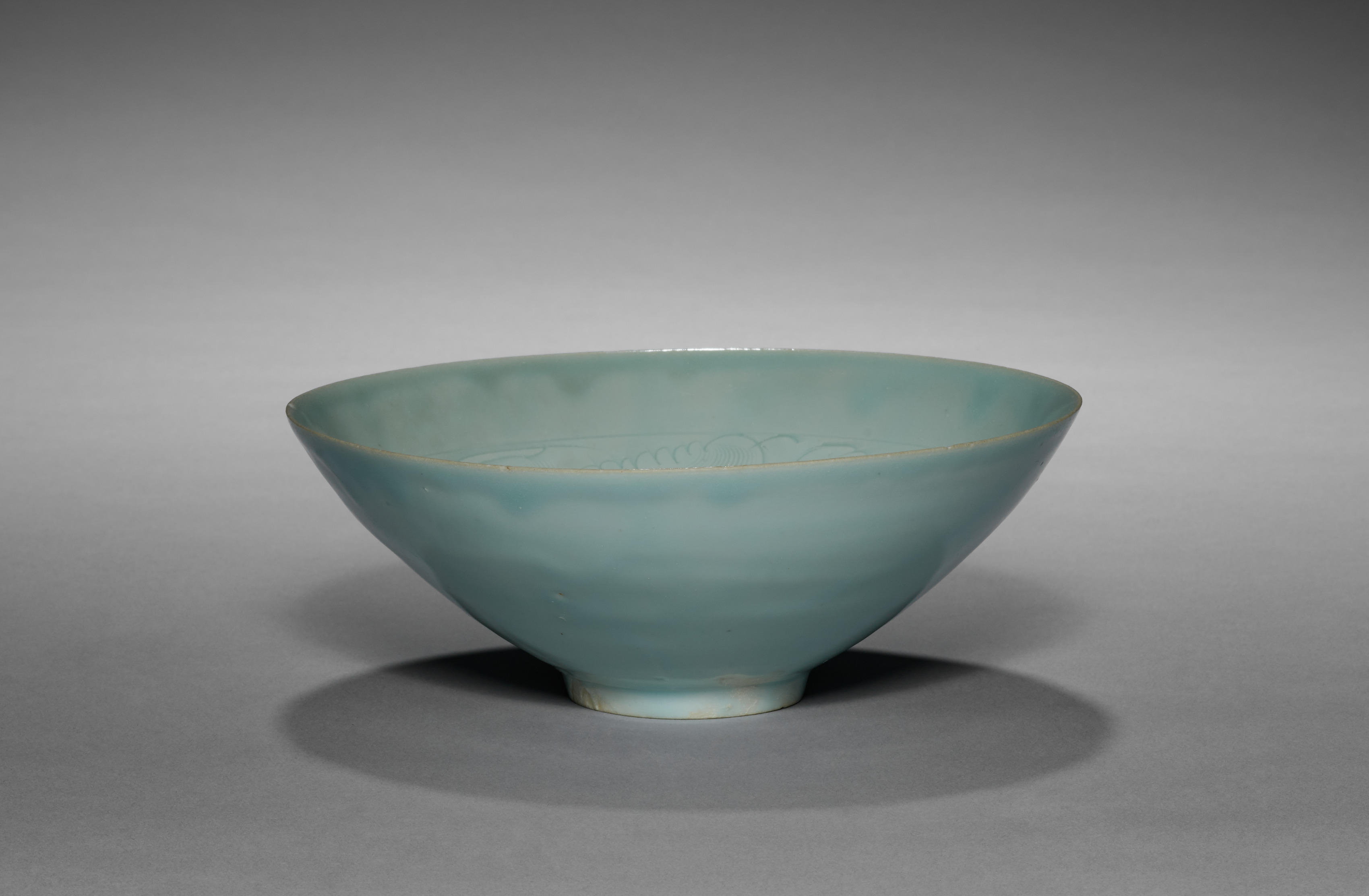
Misa, XII wiek. Cleveland Museum of Art
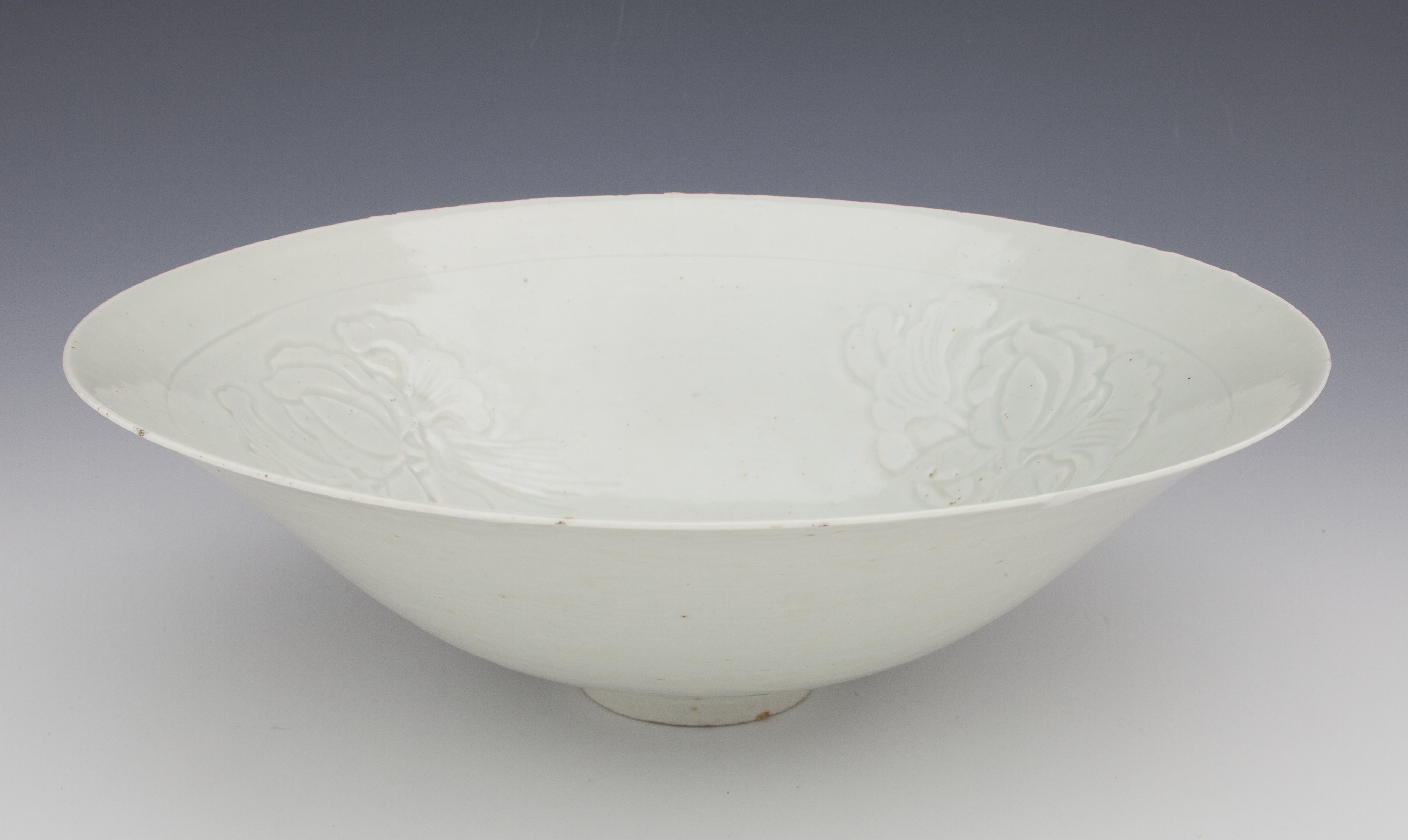
Misa z reliefową dekoracją kwiatową z kolekcji Juliana Nowaka, XII-XIII w. Muzeum Narodowe w Krakowie
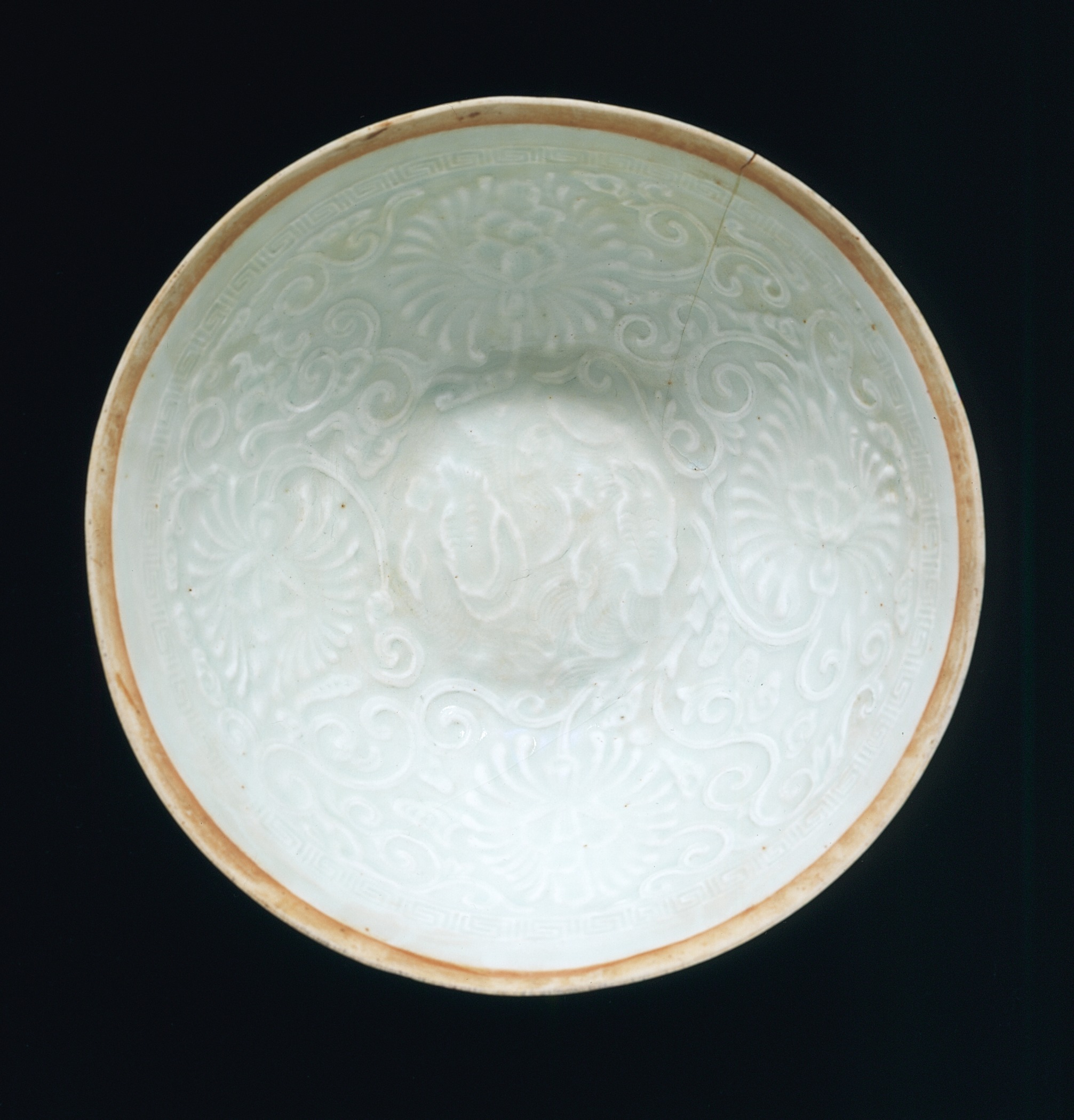
Misa z wzorem w formie chryzantem. Jingdezhen, ok. 1200 do 1368. Los Angeles County Museum of Art